# الشغبة
قرية الشغبة هي إحدى القرى التابعة لمركز أسيوط في محافظة أسيوط في جمهورية مصر العربية. حسب إحصاءات سنة 2006، بلغ إجمالي السكان في الشغبة 5757 نسمة، منهم 2972 رجل و2785 امرأة.